# Smodicinodes kovaci
Smodicinodes kovaci is een spinnensoort in de taxonomische indeling van de krabspinnen (Thomisidae).
Het dier behoort tot het geslacht Smodicinodes. De wetenschappelijke naam van de soort werd voor het eerst geldig gepubliceerd in 1993 door Hirotsugu Ono.